# یواس‌اس تونر (ای‌کی‌ای-۷۷)
یواس‌اس تونر (ای‌کی‌ای-۷۷) (به انگلیسی: USS Towner (AKA-77)) یک کشتی بود که طول آن ۴۵۹ فوت ۲ اینچ (۱۳۹٫۹۵ متر) بود. این کشتی در سال ۱۹۴۴ ساخته شد.